# Cris Kirkwood
Christopher Kirkwood, detto Cris (22 ottobre 1960), è un bassista statunitense, membro del gruppo rock Meat Puppets, di cui fa parte anche il fratello Curt Kirkwood.